# Дионисий (Дьяченко)
Архиепископ Дионисий (в миру Дмитрий Иванович Дьяченко; 1882, станица Тифлисская, Кавказский отдел, Кубанская область — 12 сентября 1967, Сан-Франциско, США) — епископ Русской православной церкви, архиепископ Сан-Францисский и Калифорнийский.

## Биография
Родился в станице Тифлисская (ныне — станица Тбилисская, Краснодарский край) в 1882 году.
Среднее богословское образование получил в Ставропольской духовной семинарии. В 1909 году окончил Казанскую духовную академию со степенью кандидата богословия, а затем — историко-филологический факультет Петербургского университета и Петербургский Археологический институт.
В 1914 году был рукоположён во священника во Владикавказе, и 26 августа в том же году определён штатным членом Владикавказской духовной консистории. Скоро сделался настоятелем собора.
Однако он разошёлся с епископом Владикавказским Антонином (Грановским), ушёл в отставку и подал прошение о снятии сана. Дело не было закончено, но несколько лет он вёл жизнь гражданского лица.
После революции эмигрировал в Китай, где жил и служил в Шанхае. Через архиепископа Мелетия (Заборовского) подал прошение о восстановлении в духовном сане, что было удовлетворено Архиерейским Синодом Русской Православной Церкви Заграницей.
В 1935 году в Шанхайском кафедральном соборе был пострижен в монашество и там же епископом Шанхайским Иоанном (Максимовичем) возведён в сан архимандрита. Архиепископ Иоанн (Максимович) впоследствии так оценил его: «Он умный и образованный человек. Был духовным руководителем грузин и украинцев. К службе не очень ревностен. Характер имеет трудный. Проповедует плохо».
Переехав в США, вошёл в подчинение митрополита Феофила (Пашковского), главы «Американской митрополии».
В 1944—1947 годы — декан Свято-Владимирской духовной семинарии в Нью-Йорке.
В 1947 году архиереями Северо-Американской митрополии Феофилом, Леонтием и Иоанном избран и 7 декабря того же года хиротонисан во епископа Питтсбургского и Западно-Вирджинского.
С 1951 года — епископ Бостонский.
Не был удовлетворён своим положением в «митрополии», и в 1953 году вёл переговоры о возвращении в Русскую Зарубежную Церковь. 16 октября 1953 года Архиерейский Собор РПЦЗ, рассмотрев просьбу епископа Чикагского Дионисия принять его в юрисдикцию Архиерейского Синода, постановил «уведомить Епископа Дионисия, что принятие его в юрисдикцию Архиерейского Синода не представляется возможным».
С 17 декабря 1956 года — епископ Чикагский и Миннеапольский.
Получив отказ, епископ Дионисий обратился к патриарху Московскому Алексию с просьбой о включении его в состав священнослужителей Американского экзархата Московского Патриархата. 5 января 1957 года состоялось воссоединение его с патриаршей Русской Православной Церковью, Священный Синод под председательством патриарха утвердил этот приём и назначил епископа Дионисия заместителем экзарха Московского Патриархата Северной и Южной Америки с титулом епископа Нью-Йоркского.
В том же году по предложению митрополита Крутицкого и Коломенского Николая (Ярушевича) во внимание к занимаемой должности, был возведён патриархом Алексием в сан архиепископа.
14 декабря 1958 года был назначен архиепископом Сан-Франциским и Калифорнийским. С 1960 года пребывал на покое.
В 1957—1962 годы неоднократно временно замещал Экзарха Северной и Южной Америки Бориса (Вик).
Скончался 12 сентября 1967 года в Сан-Франциско после тяжёлой болезни. Отпевание архиепископа Дионисия совершил епископ Бруклинский Досифей (Иванченко). Погребён на кладбище Маунт-Оливет (Лонг-Айленд, Нью-Йорк).